# 1992 en Saskatchewan
Chronologie de la Saskatchewan
- 1988
- 1989
- 1990
- 1991
- 1992
- 1993
- 1994
- 1995
- 1996

Cette page concerne des événements d'actualité qui se sont produits durant l'année 1992 dans la province canadienne de la Saskatchewan.

## Politique
- Premier ministre : Roy Romanow
- Chef de l'Opposition :
- Lieutenant-gouverneur : Sylvia Fedoruk
- Législature :